# Шевчук, Леонид Васильевич
Леонид Васильевич Шевчук (19 августа 1923, Омск — 9 декабря 2001, Омск) — омский писатель и поэт, сатирик, журналист. В СССР считался провинциальным диссидентом. Его книга «Торжественная весна» (1960) была уничтожена.

## Биография
Родился в Омске, в семье кузнеца. В годы юности на него оказал литературное влияние М. И. Юдалевич, живший на квартире у Шевчуков в году учёбы в пединституте. Начало выхода в самостоятельную жизнь совпало у Шевчука с Великой Отечественной войной. По состоянию здоровья он не служил в строевых частях, работал на строительстве оборонительных сооружений. После тяжёлого заболевания был демобилизован и трудился на военном заводе в Омске.
В конце войны окончил Омскую юридическую школу и работал в суде. В 1950 г. Л. Шевчук закончил филологический факультет Омского пединститута. Едва не был исключён из вуза, когда на собрании, посвящённом обсуждению постановления ЦК ВКП(б) о журналах «Звезда» и «Ленинград» посмел усомниться в праве властей навешивать оскорбительные ярлыки на писателей М. М. Зощенко и А. А. Ахматову.
После окончания вуза Л. В. Шевчук работал в школе, затем заведовал отделом газеты «Молодой сталинец» (Омск). За публикацию критического материала о нерадивом студенте, оказавшемся сыном замначальника Управления Министерство государственной безопасности СССР по Омской области, Л. Шевчука исключили из комсомола, выгнали из газеты. С трудом молодому журналисту удалось устроиться в многотиражке «Советский Иртыш». Потеряв работу и там, он на несколько месяцев уехал из Омска, опасаясь ареста.
В годы «оттепели» Л. Шевчук возвращается в молодёжную газету, участвует в работе литобъединения, публикует стихи в альманахе «Литературный Омск». В 1957 г. Омское издательство выпускает первую книжку молодого автора — «Басни и сатирические стихотворения». В 1960 г. была напечатана его повесть «Торжественная весна», но затем началась критика книги за её «идейную порочность». Бюро обкома КПСС приняло постановление, в котором издательство обвинялось в серьёзной ошибке, напечатав повесть. 15-ти тысячный тираж книги был уничтожен.
В 1960—1970-е гг. Леонид Васильевич поменял несколько мест работы: омское радио, школа, завод, подготовительные курсы вуза. И не переставал писать. Его очерки публиковались в «Молодом Сибиряке» (был лауреатом премии этой газеты в 1973 и 1974 гг.), «Вечернем Омске».
Некоторые сатирические политические стихи привлекли к нему в начале 1980-х гг. внимание КГБ, но сатирику удалось отделаться предупреждением. Путь в Союз писателей и редакции газет был закрыт совсем, но Л. В. Шевчук продолжал писать в стол. Поддерживал дружбу с Б. Ф. Леоновым. В постсоветский период Шевчук, приветствовавший поначалу реформы, позднее осудил политику Ельцина и Гайдара. Некоторые произведения Леонид Шевчука были изданы посмертно при участии омского историка С. Г. Сизова.
Похоронен на Западном кладбище Омска.